# Atlanta Dream 2020
La stagione 2020 delle Atlanta Dream fu la 13ª nella WNBA per la franchigia.
Le Atlanta Dream arrivarono quarte nella Eastern Conference con un record di 7-15, non qualificandosi per i play-off.

## Roster
| N° | Naz.                   | Ruolo | Sportivo           | Anno | Alt. | Peso |
| -- | ---------------------- | ----- | ------------------ | ---- | ---- | ---- |
| 0  | Stati Uniti (bandiera) | A     | Glory Johnson      | 1990 | 191  | 77   |
| 1  | Stati Uniti (bandiera) | AC    | Elizabeth Williams | 1993 | 191  | 87   |
| 3  | Stati Uniti (bandiera) | G     | Chennedy Carter    | 1998 | 175  | 65   |
| 5  | Stati Uniti (bandiera) | A     | Jaylyn Agnew       | 1997 | 180  | 68   |
| 7  | Stati Uniti (bandiera) | G     | Alexis Jones       | 1994 | 175  | 76   |
| 10 | Stati Uniti (bandiera) | G     | Courtney Williams  | 1994 | 173  | 60   |
| 11 | Stati Uniti (bandiera) | G     | Blake Dietrick     | 1993 | 178  | 77   |
| 20 | Stati Uniti (bandiera) | A     | Brittany Brewer    | 1997 | 196  | 83   |
| 22 | Stati Uniti (bandiera) | C     | Kalani Brown       | 1997 | 201  | 111  |
| 24 | Stati Uniti (bandiera) | A     | Erica McCall       | 1995 | 188  | 83   |
| 25 | Stati Uniti (bandiera) | A     | Monique Billings   | 1996 | 193  | 80   |
| 33 | Stati Uniti (bandiera) | GA    | Kaela Davis        | 1995 | 188  | 77   |
| 40 | Stati Uniti (bandiera) | A     | Shekinna Stricklen | 1990 | 188  | 104  |
| 44 | Stati Uniti (bandiera) | GA    | Betnijah Laney     | 1993 | 183  | 75   |

## Staff tecnico
- Allenatore: Nicki Collen
- Vice-allenatori: Mike Peterson, Darius Taylor
- Preparatore atletico: Natalie Trotter
- Preparatore fisico: Jamal Baptiste